# Vasilije Bakić
Vasilije Bakić (in serbo Василије Бакић?; Belgrado, 24 maggio 2000) è un calciatore serbo, difensore svincolato.

## Caratteristiche tecniche
È un difensore centrale.

## Carriera
Cresciuto nelle giovanili del Čukarički, nel 2019 viene acquistato a titolo definitivo dal Voždovac; debutta fra i professionisti il 9 ottobre in occasione del match di Kup Srbije perso ai rigori contro il Teleoptik.
Poco impiegato nel resto della stagione, il 31 luglio 2020 viene ceduto a titolo definitivo all'Inđija.

## Statistiche
Statistiche aggiornate al 28 aprile 2021.

### Presenze e reti nei club
| Stagione        | Squadra         | Campionato      | Campionato | Campionato | Coppe nazionali | Coppe nazionali | Coppe nazionali | Coppe continentali | Coppe continentali | Coppe continentali | Altre coppe | Altre coppe | Altre coppe | Totale | Totale | Totale |
| Stagione        | Squadra         | Comp            | Pres       | Reti       | Comp            | Pres            | Reti            | Comp               | Pres               | Reti               | Comp        | Pres        | Reti        | Pres   | Reti   |        |
| --------------- | --------------- | --------------- | ---------- | ---------- | --------------- | --------------- | --------------- | ------------------ | ------------------ | ------------------ | ----------- | ----------- | ----------- | ------ | ------ | ------ |
| 2019-2020       | Voždovac        | SL              | 3          | 0          | CS              | 1               | 0               |                    | -                  | -                  |             | -           | -           | 4      | 0      |        |
| 2020-2021       | Inđija          | SL              | 22         | 1          | CS              | 1               | 0               |                    | -                  | -                  |             | -           | -           | 23     | 1      |        |
| Totale carriera | Totale carriera | Totale carriera | 25         | 1          |                 | 2               | 0               |                    | -                  | -                  |             | -           | -           | 27     | 1      |        |